# Episodi de I giustizieri della notte (prima stagione)
La prima stagione della serie televisiva I giustizieri della notte è stata trasmessa in anteprima negli Stati Uniti d'America dalla CBS tra il 5 aprile 1991 e il 28 febbraio 1992.
| nº | Titolo originale               | Titolo italiano | Prima TV USA      | Prima TV Italia |
| -- | ------------------------------ | --------------- | ----------------- | --------------- |
| 1  | Nowhere to Hide                |                 | 5 aprile 1991     |                 |
| 2  | What Comes Around              |                 | 12 aprile 1991    |                 |
| 3  | Out of Mind, Out of Sight      |                 | 19 aprile 1991    |                 |
| 4  | To Die For                     |                 | 26 aprile 1991    |                 |
| 5  | In Mysterious Ways             |                 | 3 maggio 1991     |                 |
| 6  | The Carnival                   |                 | 10 maggio 1991    |                 |
| 7  | Brother Mine                   |                 | 17 maggio 1991    |                 |
| 8  | Broken Toys                    |                 | 24 maggio 1991    |                 |
| 9  | I Hate Mondays                 |                 | 31 maggio 1991    |                 |
| 10 | Simon Says                     |                 | 7 giugno 1991     |                 |
| 11 | Urban Renewal                  |                 | 13 settembre 1991 |                 |
| 12 | Once Upon a Time in Krestridge |                 | 20 settembre 1991 |                 |
| 13 | Forbes for the Defense         |                 | 27 settembre 1991 |                 |
| 14 | Marshall Law                   |                 | 4 ottobre 1991    |                 |
| 15 | Fruit of the Poisonous Tree    |                 | 18 ottobre 1991   |                 |
| 16 | Smokescreen                    |                 | 25 ottobre 1991   |                 |
| 17 | The Neutralizing Factor        |                 | 1º novembre 1991  |                 |
| 18 | Playing the Odds               |                 | 8 novembre 1991   |                 |
| 19 | Diplomatic Immunity            |                 | 15 novembre 1991  |                 |
| 20 | Caught in the Act              |                 | 22 novembre 1991  |                 |
| 21 | Once Loved, Twice Dead         |                 | 7 febbraio 1992   |                 |
| 22 | Judgment Night                 |                 | 28 febbraio 1992  |                 |